# Vittoria Casa
Vittoria Casa (Bagheria, 1º maggio 1958) è una politica italiana, deputata alla Camera nella XVIII legislatura della Repubblica Italiana, eletta con il Movimento 5 Stelle per poi seguire la scissione di Luigi Di Maio in Insieme per il futuro nel 2022.

## Biografia
Laureata con lode in lingue e letterature straniere presso l'Università di Palermo, è insegnante di lingua francese. Dal 2007 è Dirigente Scolastico dell'Istituto Comprensivo Giuseppe Cirincione di Bagheria.

### Elezione a deputata
Alle elezioni politiche del 2018 viene candidata alla Camera dei deputati nel collegio uninominale Sicilia 1 - 05 (Bagheria), sostenuta dal Movimento 5 Stelle, risultando eletta deputata con il 43,65% dei voti e superando i candidati del centro-destra, in quota Fratelli d'Italia, Carolina Varchi (38,64%) e del centro-sinistra Francesco Vasta (11,98%). Nella XVIII legislatura della Repubblica ha fatto parte della 7ª Commissione Cultura, scienza e istruzione, di cui è stata presidente dal 29 luglio 2020 al 12 ottobre 2022, e della Commissione parlamentare per l'infanzia e l'adolescenza.
Il 21 giugno 2022 segue la scissione di Luigi Di Maio dal Movimento 5 Stelle, a seguito dei contrasti tra lui e il presidente del M5S Giuseppe Conte, per aderire a Insieme per il futuro (Ipf).